# Matis
Els matis són un grup ètnic del Brasil, que s'autoanomenen mushabo ("els tatuats", de musha, tatuatge' + -bo, partícula indicativa de plural) o Deshan Mikitbo ("persones que són quantitat"). Els turistes i els cineastes solen anomenar els matis com a poble jaguar, però no els agrada que els anomenin així. Viuen en tres comunitats separades amb una població total de 390 individus el 2010 (Funasa).

## lengua
Parlen la llengua matis (codi ISO 639: MPQ) que pertany a la família lingüística pano. Gairebé tots els homes, no obstant això, també parlen el portuguès, la qual cosa els permet comprar i vendre en el mercat urbà local. El matis també inclou les llengües dels culina, els mayoruna i korubos.

## Assentaments

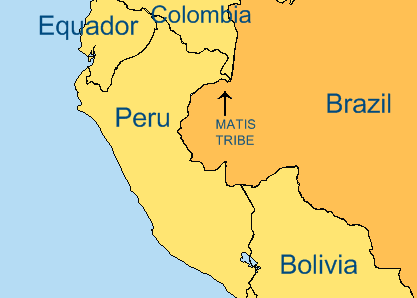
Mapa amb la localització dels matis.

Viuen a l'estat de l'Amazones (Brasil), prop del riu Ituí, prop de la part superior del riu Coari, un afluent de l'Ituí, i prop de la part central del riu Branco, un afluent a l'esquerra de l'Itacoaí. Aquesta zona es troba en el territori indígena Vall del Javari sobre 8.544.480 hectàrees i reconeguda oficialment en 1999.

## Història
A finals dels anys setanta, època dels primers contactes dels matis amb els no indis, el grup estava format per centenars de persones. El 1983, només hi havia 87 persones. Durant aquest període, van ser durament afectats per diverses epidèmies que es van estendre per tota la regió, afectant especialment a nens i persones grans. Els supervivents traumatitzats es van reunir al voltant de l'estació de la Fundação Nacional do Índio (FUNAI) a la vora del riu Ituí, a la recerca de remeis. Al cap d’uns anys, els jardins van començar a produir-se amb normalitat, van tornar a aparèixer alguns rituals i es va produir un augment significatiu de la població. Actualment, els matis ja no viuen en un sol poble i, per tant, tornen tímidament a l’antic patró d’ocupació territorial dispersa. Segons la Fundação Nacional de Saúde,, el 2010, la població de Matis estava formada per 390 persones. [1]
Els matis van col·laborar amb FUNAI en intentar atraure els koruboS i, fins avui, són els principals traductors i intermediaris entre el Korubo i els no indis. Tanmateix, el 2014/2015, un conflicte entre matis i corubos va provocar la mort de dos matis i de set a quinze corubos.
El 31 d'octubre de 2009, membres de la tribu matis van localitzar nou supervivents d'un accident d'avió a prop del riu Ituí i es van posar en contacte amb la Força Aèria del Brasil.